# Asparagus sylvicola
Asparagus sylvicola là một loài thực vật có hoa trong họ Măng tây. Loài này được S.M.Burrows mô tả khoa học đầu tiên năm 2008.